# Rząd Franza Thuna
Rząd Franza Thuna – rząd austriacki, rządzący Cesarstwem Austriackim od 5 marca 1898 do 2 października 1899.

## Skład gabinetu
- premier - Franz Thun
- rolnictwo – Michael Kast Ebelsberg
- handel – Josef Baernreither, Josef Dipauli
- wyznania i oświata – Arthur Bylandt-Rheidt
- finanse – Josef Kaizl
- sprawy wewnętrzne – Franz Thun
- sprawiedliwość – Ignaz Ruber
- obrona krajowa – Zeno Welsersheimb
- koleje – Heinrich Wittek
- minister bez teki (do spraw Galicji) - Adam Jędrzejowicz